# Glenea hwasiana
Glenea hwasiana är en skalbaggsart som beskrevs av J. Linsley Gressitt 1945. Glenea hwasiana ingår i släktet Glenea och familjen långhorningar. Inga underarter finns listade i Catalogue of Life.